# Johann Daniel Friedrich Rumpf
Johann Daniel Friedrich Rumpf (* 1758 in Assenheim; † 1838 in Berlin) gehörte zu den populärwissenschaftlichen Autoren der Aufklärung.

## Leben
Johann Daniel Friedrich Rumpf wurde 1758 (nach anderer Version 1766) in Assenheim (Grafschaft Solms-Rödelheim, heute Wetterau) geboren. Nach kurzer Beschäftigung bei der Solmischen Regierung trat er in den preußischen Militärdienst, von dem er in den dortigen Zivilstaatsdienst wechselte. Rumpf gehörte zur sogenannten  Subalternbeamtenschaft, stieg jedoch wegen seiner Verdienste zum Hofrat auf. 1820 bezeichnete er sich als „expedirender Secretär bei der Königlichen Regierung zu Berlin“. Gestorben ist er 1838 (nach anderen Angaben 1837 oder 1839) in Berlin.
Rumpf hat auf vielen Feldern populärwissenschaftlich, im Sinne der Aufklärung eines größeren Leserkreises, publiziert. Aus heutiger Sicht ist neben seinen Quasi-Reiseführern vor allem Das Recht der preußischen Staatsbeamten von Bedeutung, die erste selbständige Darstellung des preußischen Beamtenrechts; obwohl der Text wenig systematisiert ist, dient er als Erkenntnisquelle jenes Beamtenrechts nach der Reformzeit, im frühen Vormärz.

## Werke (Auswahl)
- Vollständiges Wörterbuch zur Verdeutschung der, in unsere Schrift- und Umgangs-Sprache eingeschlichenen, fremden Ausdrücke; nebst Erklärung der wichtigsten sinnverwandten Wörter. 3. Ausgabe. G. Hayn, Berlin, 1824.
- Die preußische Monarchie: in Hinsicht ihrer Bewohner und ihres Nationalreichthums, ihrer Staatswirthschaft-, Gerichts-, Polizei-, Kirchen-, Schul-, Finanz-, Kriegs-, Post- und Ordens-Verfassung. Boicke, Berlin 1825. Digitalisat
- Der Fremdenführer; oder wie kann der Fremde in der kürzesten Zeit, alle Merkwürdigkeiten in Berlin, Potsdam, Charlottenburg und deren Umgebungen, sehen und kennen lernen. C. G. Flittnersche Buchhandlung, Berlin 1826 urn:nbn:de:kobv:109-opus-126164; 5. Auflage: 1839 (posthum).
- Dienst- und Rechts-Verhältnisse der Königlich-Preußischen Staatsbeamten, von ihrem Dienstantritte bis zu ihrem Ausscheiden. Hayn, Berlin, 1827. Digitalisat; 2. Auflage: 1833.
- Neuester Wegweiser durch die Königlich Preußischen Staaten, Ein Handbuch für Fremde und Einheimische. (letzte von ihm bearbeitete) Auflage 1836
- Ressort und Organismus sämmtlicher Preußischer Staatsbehörden und öffentlicher Anstalten. Hayn, Berlin, 1837. Digitalisat